# Însurăței
Însurăței là một thị xã thuộc hạt Brăila, România. Dân số thời điểm năm 2002 là 7340 người.